# 2475 Semenov
2475 Semenov eller 1972 TF2 är en asteroid i huvudbältet som upptäcktes den 8 oktober 1972 av den sovjetisk-ryska astronomen Ljudmila Zjuravljova vid Krims astrofysiska observatorium på Krim. Den har fått sitt namn efter Pavel Afanasjevitj Semjonov (1912–1942) - sovjetisk stridsvagnssoldat, Sovjetunionens hjälte.
Asteroiden har en diameter på ungefär 14 kilometer och den tillhör asteroidgruppen Eos.